# Guerra Sérvio-Otomana (1876–1878)
A Guerra Turco-Sérvia de 1876-1878 (em sérvio:  Српско-турски рат), ou Guerra Sérvio-Otomana, foi travada entre o Principado da Sérvia e o Império Otomano. Em conjunto com o Principado de Montenegro, o Principado da Sérvia proclamou sua independência e declarou guerra ao Império Otomano em 30 de junho de 1876. O exército sérvio em 1876 estava mal treinado e mal equipado, ao contrário das tropas do Império Otomano.
Os objetivos das ofensivas que o exército sérvio tentou cumprir eram excessivamente ambiciosos para tal força, e sofreram uma série de derrotas que resultaram da falta de planejamento. Isso permitiu que as forças otomanas repelissem os ataques iniciais do exército sérvio e conduzissem-os de volta. Durante o outono de 1876, o Império Otomano continuou sua ofensiva bem-sucedida, que culminou com uma vitória nas alturas de Đunis.
A Guerra Turco-Sérvia de 1876-1877 coincidiu com a revolta búlgara, a Guerra Montenegrina e a guerra russo-turca de 1877-1878, que juntas são conhecidas como Grande Crise do Oriente do Império Otomano.

## Galeria

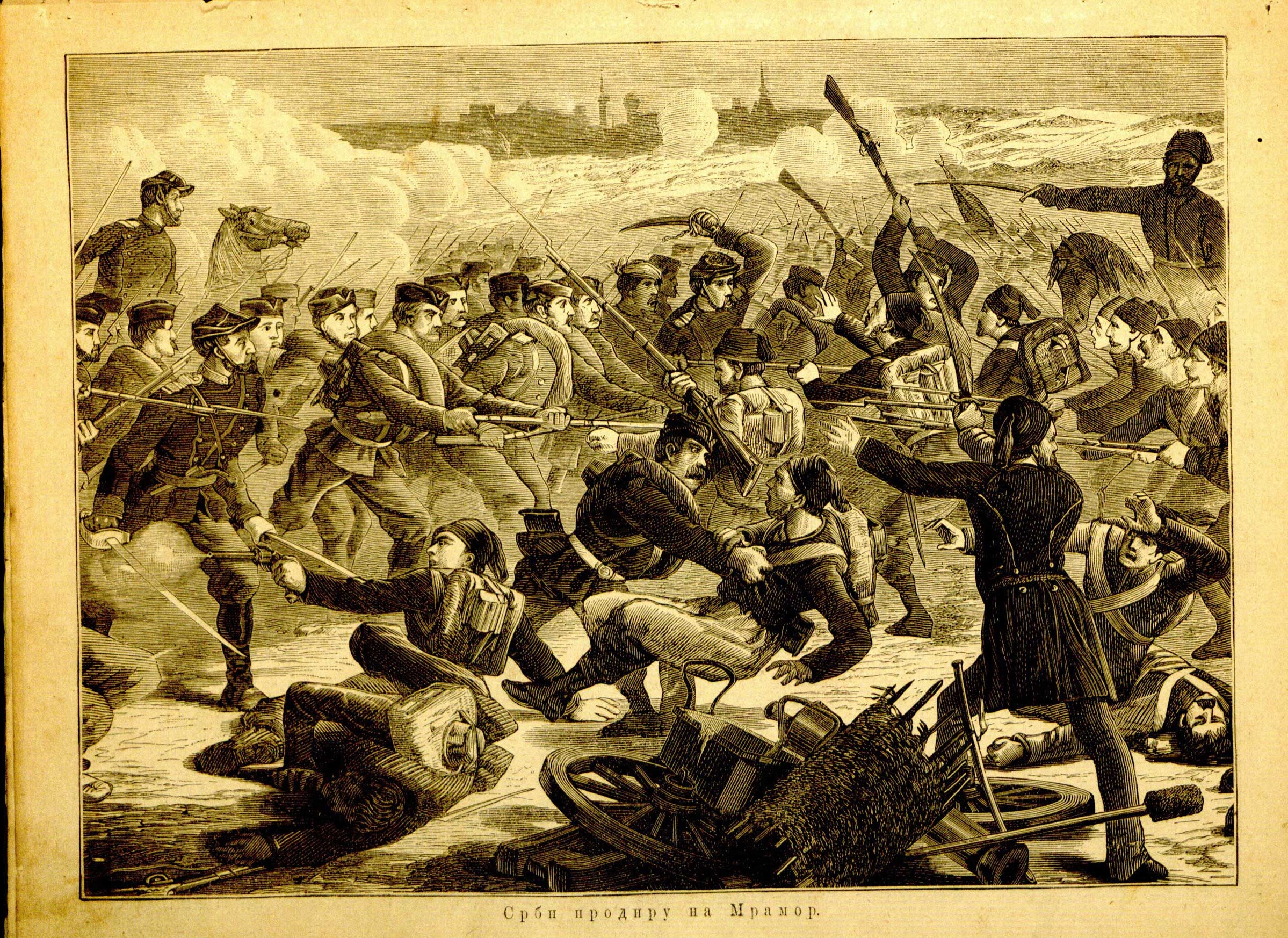
Soldados sérvios atacando o exército otomano em Mramor.
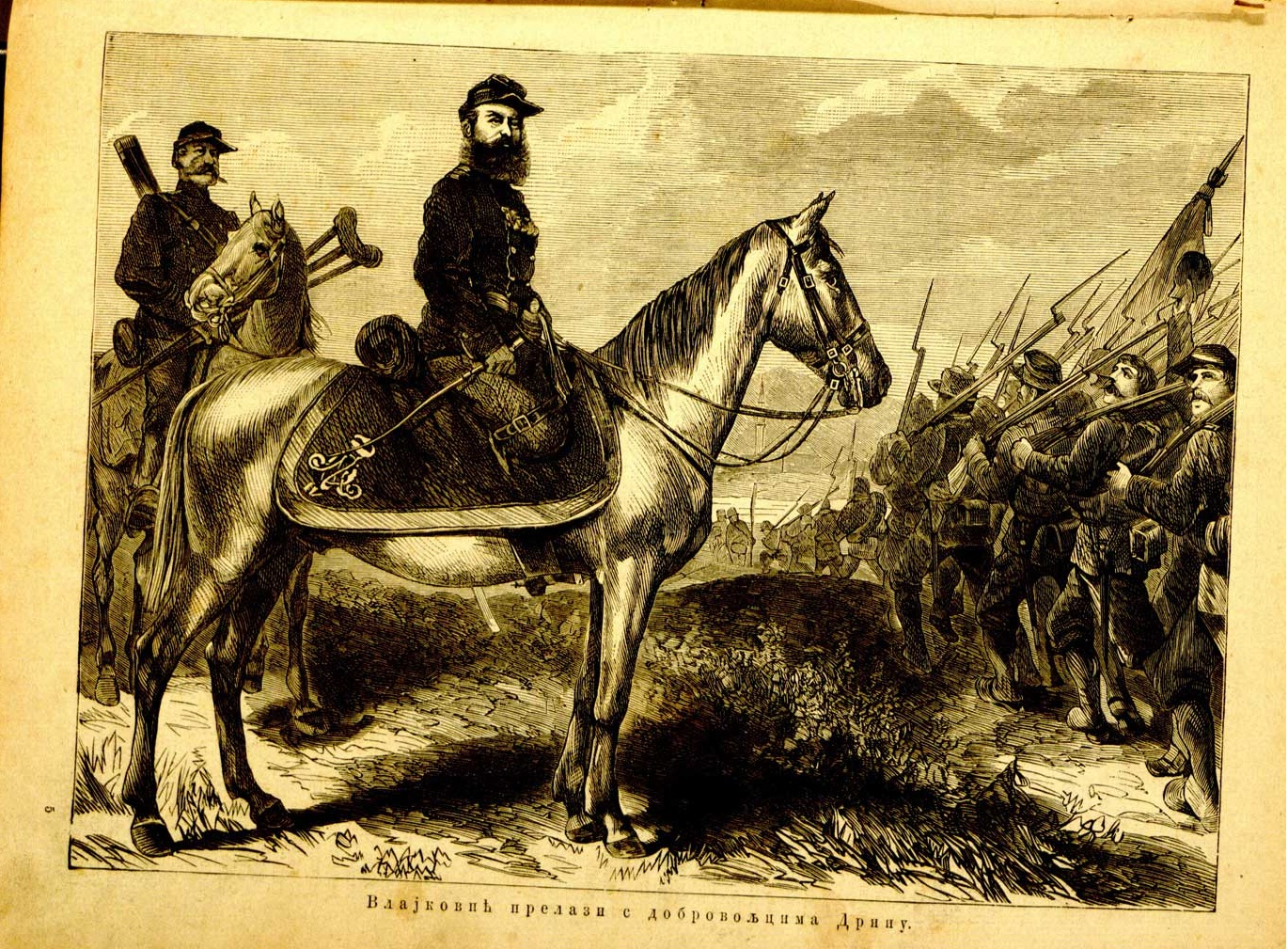
Vlajković atravessa o Drina com esquadrões voluntários